# (5381) Sekhmet
(5381) Sekhmet ist ein Asteroid vom Aten-Typ. Damit bezeichnet man eine Gruppe von Asteroiden, deren Bahnen größtenteils innerhalb der Erdbahn verlaufen und diese von innen her kreuzen. 
Benannt ist er nach der Kriegsgöttin Sekhmet aus der ägyptischen Mythologie. 
Sekhmet wurde am 14. Mai 1991 von Carolyn Shoemaker am Palomar-Observatorium entdeckt.
Sekhmet läuft auf einer exzentrischen Bahn zwischen 0,6669 AE (Perihel) und 1,2279 AE (Aphel) in 237 Tagen um die Sonne. Die Bahnexzentrizität beträgt 0,296, wobei die Bahn 5,86° gegen die Ekliptik  geneigt ist.
Seine Größe wird auf 1 km geschätzt. Die Albedo beträgt 0,25.
Sekhmet hat einen Mond mit ca. 300 m Durchmesser, der ihn in ca. 12,5 Stunden in einer mittleren Entfernung von ca. 1,5 km umkreist. Der Mond mit der Bezeichnung S/2003 (5381) 1 wurde im Mai 2003 von einem Astronomenteam am Arecibo-Observatorium entdeckt.